# Dizalo Santa Justa
Dizalo Santa Justa (port. Elevador de Santa Justa, također poznato i kao Elevador do Carmo), gradsko je dizalo u portugalskom glavnom gradu Lisabonu. Spaja ulice četvrti Baixa u donjem s Largo do Carmo u gornjem dijelu.
Dizalo Santa Justa projektirao je Raul Mesnier de Ponsard. Izgradnja je započela 1900. godine i dovršena je 1902. godine. Izvorno je bilo na parni pogon, da bi 1907. bilo prebačeno na električni.
Željezno dizalo visoko je 45 metara i izrađeno je u neogotičkom stilu. Dizalo ima dvije kabine s drvenom unutrašnjošću, svaka s 19 sjedećih i 10 stajaćih mjesta.